# カリフォルニケーション
『カリフォルニケーション ある小説家のモテすぎる日常』（カリフォルニケーション あるしょうせつかのモテすぎるにちじょう、Californication）は、2007年から2014年まで制作されたアメリカ合衆国のラブコメディ（テレビドラマ）。全7シーズン・計84回（1回28分）。タイトルの由来は、物語の舞台であるカリフォルニア州（California）と、「情事を交わす」という意味のfornicateという単語を組み合わせた造語。
主演のデイヴィッド・ドゥカヴニーはこのハンク役で、第65回ゴールデングローブ賞テレビ部門主演男優賞（コメディ部門）を受賞のほか、数々の賞にノミネートされるなど高い評価を受け、『Xファイル』に次ぐ代表作となった。
第7シーズンで終了した。

## あらすじ
小説家のハンク・ムーディーは、デビュー作こそベストセラーになったものの、その後発表する作品は鳴かず飛ばずで、すっかり小説が書けなくなっている。別れた恋人カレンにはいまだ未練タラタラで、別居中の娘ベッカも心から愛しているにもかかわらず、手当たり次第に女たちに手を出しては酒に溺れるという、すさんだ生活を送っていた。それでもハンクはベッカの気を引こうと必死になるのだが、様々な騒動を引き起こしてしまう。

## キャスト
- ハンク・ムーディー：デイヴィッド・ドゥカヴニー（吹替：小杉十郎太）[2]
- カレン：ナターシャ・マケルホーン（吹替：深見梨加）
- レベッカ（ベッカ）：マデリーン・マーティン（吹替：遠藤綾）
- チャーリー：エヴァン・ハンドラー（吹替：田原アルノ）
- マーシー：パメラ・アドロン（吹替：佐々木優子）
- ミア：マデリーン・ジーマ（吹替：甲斐田裕子）第1から第4シーズンまで出演。